# Hannes Schiel

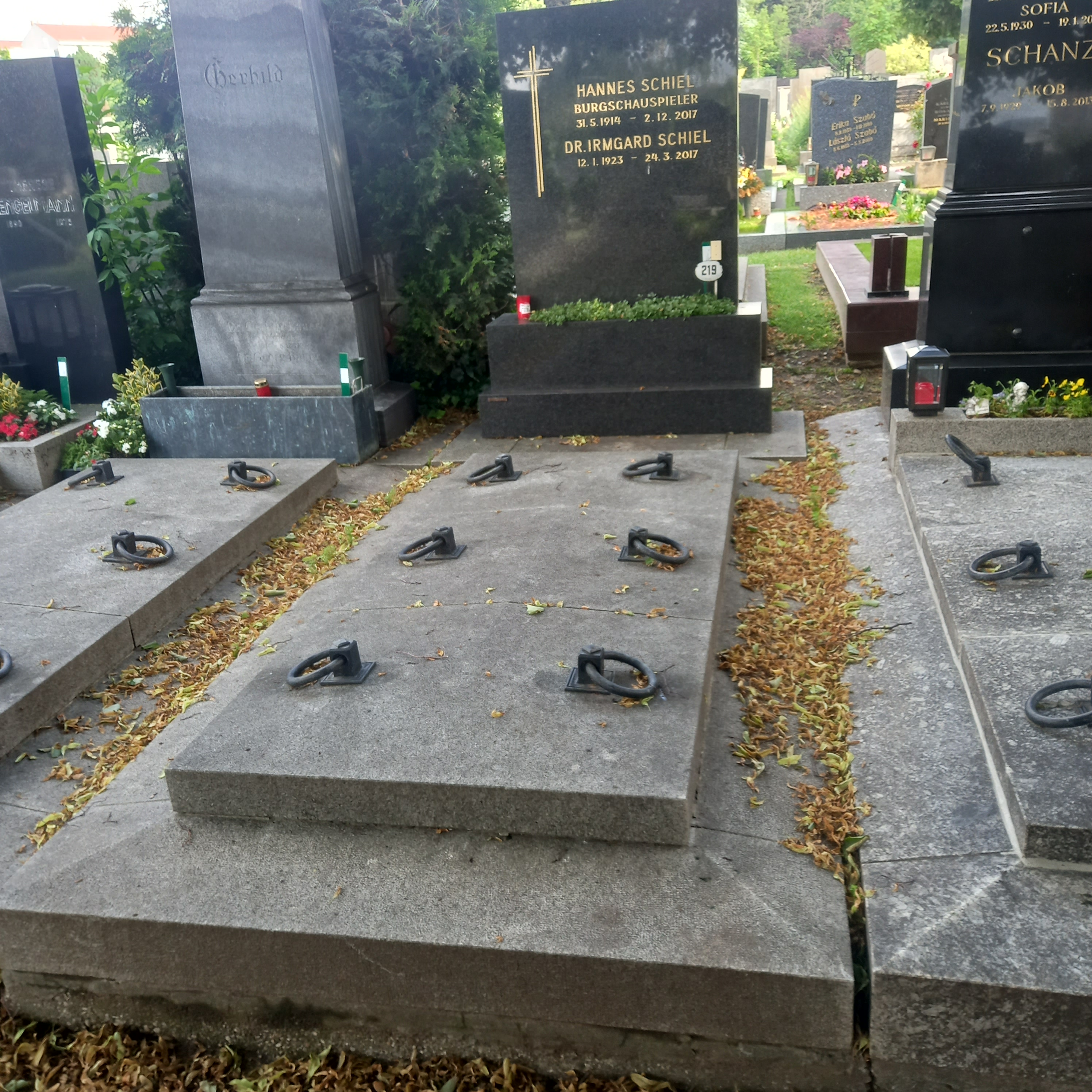
Das Grab von Hannes Schiel und seiner Ehefrau Irmgard geborene Walter auf dem Matzleinsdorfer Evangelischen Friedhof in Wien

Hannes Schiel (* 31. Mai 1914 in Wien; † 2. Dezember 2017 ebenda) war ein österreichischer Schauspieler.

## Biografie
Nach Abschluss des Realgymnasiums studierte Schiel zunächst vier Semester Jura an der Universität Graz, wo er von 1936 bis 1938 zudem privaten Schauspielunterricht bei Franz Scharwenka nahm. 1938 gab er als „Thomas Hüttenbrenner“ in einer Aufführung von Max Mells Spiel von den deutschen Ahnen in Mährisch-Ostrau sein Bühnendebüt. Im Folgejahr wechselte er an das Innsbrucker Theater, wo er vor allem im Heldenfach und als Liebhaber besetzt wurde. Er spielte den „Benedict“ in William Shakespeares Viel Lärm um Nichts, den „Petrucchio“ in Shakespeares Der Widerspenstigen Zähmung, den „Grafen Leicester“ in Friedrich Schillers Maria Stuart und den „Primislaus“ in Franz Grillparzers Libussa.
Nach Ende des Zweiten Weltkrieges und Rückkehr aus der Kriegsgefangenschaft fand Schiel in seiner Geburtsstadt eine neue künstlerische Heimat. Er spielte am Renaissancetheater, an der „Insel“ sowie am Volkstheater.
1959 wurde Schiel an das Wiener Burgtheater engagiert, wo er u. a. die Titelrolle in Schillers „Wilhelm Tell“ spielte und bis zu seiner Pensionierung im Jahr 1978 blieb. 2004 veröffentlichte er anlässlich seines 90. Geburtstags Erinnerungen aus einem Schauspielerleben im Selbstverlag. Seit seinem 101. Geburtstag am 31. Mai 2015 war er der älteste Burgschauspieler.
1949 gab er als „SS-Standartenführer Rainer“ in Paul Mays Drama Duell mit dem Tod sein Spielfilmdebüt. Es folgten zahlreiche Auftritte in deutschsprachigen Film- und Fernsehproduktionen. Schiel spielte in Géza von Radványis Historienkomödie Der Kongreß amüsiert sich, verkörperte den „Don Pizarro“ in Walter Felsensteins Fidelio-Adaption, war im dritten Teil der 08/15-Filmreihe als „Oberst Hauk“ zu sehen und in Georg Wilhelm Pabsts Kriegsfilm Der letzte Akt als Hitlers Adjutant Otto Günsche. Außerdem übernahm er Gastrollen in Fernsehserien und -reihen wie Hallo – Hotel Sacher ... Portier!, Die Abenteuer des braven Soldaten Schwejk und Tatort.
Daneben wirkte er ab 1946 bei vielen Rundfunkproduktionen vom RAVAG Wien, dem Radio Innsbruck und Rot-Weiß-Rot Wien mit. Als Synchronsprecher lieh er seine Stimme unter anderem Don Ameche (Seine Frau ist meine Frau).
Darüber hinaus fungierte er neben seiner Ehefrau, der Redakteurin Irmgard E. Walter (1923–2017), als Mitherausgeber von Werkausgaben von Adalbert Stifter, William Shakespeare und Annette von Droste-Hülshoff. Am  2. Dezember 2017 verstarb Hannes Schiel im Alter von 103 Jahren.

## Filmografie (Auswahl)
- 1949: Duell mit dem Tod
- 1951: Die Minderjährigen (Asphalt)
- 1955: Der letzte Akt
- 1955: 08/15 in der Heimat
- 1955: Dunja
- 1956: Fidelio
- 1956: Weil du arm bist, mußt du früher sterben
- 1956: Kirschen in Nachbars Garten
- 1957: Wien, du Stadt meiner Träume
- 1957: Wetterleuchten um Maria
- 1957: Flucht in die Tropennacht
- 1959: Der Verräter
- 1960: Am Galgen hängt die Liebe
- 1960: Frauen in Teufels Hand
- 1961: Verdammt die jungen Sünder nicht (Morgen beginnt das Leben)
- 1965: Der Alpenkönig und der Menschenfeind
- 1966: Der Kongreß amüsiert sich
- 1967: Das Attentat – Der Tod des Engelbert Dollfuß
- 1971: Kaiser Karls letzte Schlacht
- 1971: Theodor Kardinal Innitzer
- 1972: Tatort – Die Samtfalle